# Телеки, Йожеф
Йожеф Телеки (венг. Teleki József; 24 октября 1790, Пешт — 15 февраля 1855, там же) — граф, венгерский политический деятель, историк, писатель, юрист, губернатор Трансильвании, президент Венгерской академии наук.

## Биография
Представитель известного трансильванского аристократического рода Телеки. Родственник политика и писателя Ласло Телеки (1811—1861). Кальвинист.
Обучался в пресвитерианской школе г. Колошвара. С 1806 года изучал право в университете Пешта.
В 1812 году совершил поездку за рубеж. В течение двух лет посещал лекции в Геттингенском университете, затем отправился в Германию, Нидерланды, побывал на севере Швейцарии и Италии. В 1815 году вернулся на родину и стал быстро подниматься по служебной лестнице, занимая ответственные должности в венгерской администрации австрийского императора Фердинанда I.
В 1827 году принимал активное участие в создании венгерской Академия наук, взяв на себя бо́льшую часть подготовительных работ.
В 1830 году стал первым президентом Венгерской академии наук и находился на этом посту до своей смерти в 1855 году. На этом посту его сменил Эмиль Дежёфи. 
В 1842—1848 — губернатор Трансильвании. После революции 1848 года ушёл из общественной жизни, продолжая заниматься исторической наукой и оставаясь на посту президента академии.
Подарил Академии наук свою библиотеку в 25 тысяч томов.

## Избранные работы
- Эпоха Хуньяди в Венгрии (I—XII,1852-63)
- Jutalomfeleletek a magyar nyelvről. Pest, 1821
- Eger várának ostroma 1552-ben, Auróra, 1822
- Első Lajos nápolyi hadviselései 1347, Auróra, 1823
- Hunyadi János eredete felolvasás az Akadémiában, 1850.

## Источник
- Akadémiai Kislexikon — Akadémiai Kiadó, Budapest, 1990.